# Алара
Алара — давньоєгипетський фараон, засновник XXV (Нубійської) династії, цар Кушу, засновник династії царів Напати.

## Життєпис
Був першим з нині відомих правителів Нубії, який об'єднав усю Верхню Нубію від Мерое до третього порогу Нілу та, можливо, був засновником храму Амона в Каві. Алара також зробив Напату релігійною столицею Нубії. Хоч він фактично й не був єгипетським фараоном (оскільки ніколи не контролював Єгипет під час свого правління), він вважається засновником XXV династії, оскільки два його безпосередніх спадкоємці Кашта й Піанхі підкорили своєму впливу Верхній Єгипет та вважаються єгипетськими фараонами.
Нубійська література приписує Аларі тривале царювання, пам'ять про нього мала центральне значення для пізніх міфів про походження царства кушитів, які з часом були доповнені новими елементами. Алара був дуже шанованою постаттю в нубійській культурі й першим нубійським царем, ім'я якого нині відоме.
Алару на царському троні замінив Кашта, який розширив вплив Нубії до Елефантини й Фів. Алара похований у королівській усипальниці в Ель-Курру. Встановлено, що дружина Алари, цариця Касага, похована у могилі Q23. Її могила розташована поряд з гробницею Q9, що, як вважають археологи, належить самому Аларі.